# Henk van Gelder
Henk van Gelder (Andijk, 28 mei 1946 – Amsterdam, 8 juni 2025) was een Nederlands journalist. Hij was gespecialiseerd in de podiumkunsten en werkte ook als criticus.

## Biografie
Hij was zoon van Marijt(je) Klinger en Guus van Gelder. Zelf was hij gehuwd met Sue, die in 2016 overleed.
Hij groeide op in zijn geboorteplaats binnen een communistisch milieu, logisch dat daar de VARAgids werd gelezen. Zijn  moeder vertelde in 1987 aan Nico Scheepmaker dat hij al van jongs af aan aan de televisie gekluisterd zat, al was dat bij de buurman; de enige dorpsbewoner die televisie had. 
In zijn jeugd had hij al het idee dat hij journalist wilde worden, maar wist nog niet hoe hij dat moest koppelen aan zijn andere liefhebberij showbusiness. Hij schreef al op zeventienjarige leeftijd zijn eerste recensie voor de De Waarheid, al was dan nog voor televisieprogramma’s.
Beroep en hobby kon hij combineren toen hij vanaf 1965 rubrieken mocht verzorgen voor Het Parool. Artikelen over cabaret, theater, festivals en film (citaat Het Parool 2025) leidden tot een vaste rubriek: "Uit & In door Henk van Gelder", waarbij de aandacht langzaam verschoof van artikelen en interviews naar recensies. In 1981 stapte hij over naar het NRC Handelsblad; hij werkte er als freelancer. Naast cabaret werd musical het onderwerp waarin hij gespecialiseerd werd. Hij maakte de opkomst van dat genre onder leiding van Joop van den Ende mee; hij schreef in 2012 een biografie over hem. Toch moest hij het dikwijls als serieus genre verdedigen tegenover collega's die schreven over toneel etc.

## Publicaties
Zijn bibliografie bevat ongeveer dertig boeken over zijn vakgebied. Zijn debuut kwam in 1972 met "Kapers voor de kunst" en in 1976 "25 jaar televisie". In een reeks biografieën kwamen Simon Carmiggelt (Het levensverhaal, 1999), Wim Sonneveld, Jaap van der Merwe (De vriendelijkste kerel van de wereld (1994), Jacques van Tol (De spookschrijver – het raadsel van Jacques van Tol, 2001), Abraham Tuschinski (1996), Uit het rijke leven van Adèle Adele Bloemendaal , Leen Jongewaard (Alleen Leen, 2009) en Bram Vermeulen (Bram Op leven en door, 2014) voorbij. Voorts was hij co-auteur van Door de nacht klinkt een lied uit 1985 en De schnabbeltoeruit 2009; beide met Jacques Klöters. Over de Nederlandse films publiceerde hij in 1990 Hollands Hollywood, waarvan de titel was overgenomen van een film uit 1933 met Fien de la Mar. De boeken Liedjes die niet mochten en De rokende schoorsteen uit 1996 (over bekende dichters en schrijvers die met reclameteksten hun geld verdienen) zijn ook van zijn hand.
Hij schreef ook mee met het boek The Beatles in Holland.
Verder was hij betrokken bij het blad Ariadne (redactie) en in de jaren negentig Ons Amsterdam, In die jaren was hij ook op de VARA-radio te horen in programma Uitgelicht. Voorts was hij jurylid bij de toekenning van de Zilveren Nipkowschijf.
Zijn laatste artikel was een necrologie over Hans Kemna (oktober 2024).
Hij overleed op 79-jarige leeftijd na een lang ziekbed aan de gevolgen van longkanker. Vanuit een hospice kreeg hij een afscheid en een crematie op De Nieuwe Ooster.
- Digitale Bibliotheek voor de Nederlandse Letteren: geld023
- Système universitaire de documentation: 050678507
- Virtual International Authority File: 10009974